# Валя-Мантей
Валя-Мантей (рум. Valea Mantei) — село у повіті Прахова в Румунії. Входить до складу комуни Валя-Келугеряске.
Село розташоване на відстані 60 км на північ від Бухареста, 11 км на схід від Плоєшті, 87 км на південний схід від Брашова.

## Населення
За даними перепису населення 2002 року у селі проживали 319 осіб, з них 317 осіб (99,4%) румунів. Усі жителі села рідною мовою назвали румунську.